# R.M.I.
R.M.I. (Raz Można Inaczej) – blues-rockowy zespół muzyczny utworzony w roku 1994 w Ostrowie Wielkopolskim.
Zespół tworzyli:
- Przemysław Łukasiewicz (gitara akustyczna, harmonijka ustna, śpiew)
- Jacek Markowski (gitara, śpiew)
- Jarosław Bury (gitara basowa)
- Grzegorz Greinert (perkusja)

W roku 1994 zespół wraz ze Sławomirem Wierzcholskim odbył sesję nagraniową, na której zarejestrowano 11 utworów, jednak po problemach ze sponsorami płyta nie została wydana.
W tym samym roku zespół wziął udział w Muzycznym Campingu w Brodnicy oraz na Rawie Blues w Katowicach, a w roku 1995 w Starym Browarze w Poznaniu. 
W roku 1995 od zespołu odszedł Jacek Markowski, który uległ poważnemu wypadkowi motocyklowemu.
Ostatni koncert zespół zagrał na festiwalu Folk Fest w Krotoszynie.